# Ctenucha hilliana
Ctenucha hilliana là một loài bướm đêm thuộc phân họ Arctiinae, họ Erebidae.